# Diehl Defence
Diehl Defense — німецький виробник зброї, що є підрозділом Diehl Stiftung зі штаб-квартирою в Юберлінгені. Diehl Defense в основному виробляє ракети та боєприпаси. Diehl BGT Defence була заснована в 2004 році внаслідок злиття Bodenseewerke Gerätetechnik GmbH із Diehl Munitionssysteme GmbH & Co. KG. У лютому 2017 року Diehl BGT Defense та Diehl Defense Holding були об’єднані в Diehl Defense. У 2022 році компанія за сприяння уряду Німеччини передала свої системи ППО IRIS-T SLM на озброєння Україні.
Має завод, зокрема в Тросдорфі, Північний Рейн-Вестфалія.
14 листопада 2024 р Diehl Defence придбала Dynamit Nobel GmbH (DN) разом з усією операційною діяльністю, співробітниками та активами в рамках  угоди з обміну акціями в Тросдорфі.